# União das Freguesias de Quintiães e Aguiar
União das Freguesias de Quintiães e Aguiar, kurz Quintiães e Aguiar, ist eine Gemeinde (Freguesia) im Kreis Barcelos im Norden Portugals.
In der Gemeinde leben 1.190 Einwohner auf einer Fläche von 7,36 km² (Stand nach Zahlen von 2011).
Die Gemeinde entstand im Zuge der Gebietsreform in Portugal am 29. September 2013 durch Zusammenlegung der beiden bisherigen Gemeinden Quintiães und Aguiar. Quintiães wurde Sitz der Gemeinde.